# Константинос Сатас
Константинос Сатас е изследовател и историк на съвременна Гърция. Заедно с Афанасий Пападопуло и Мануил Гедеон полага фундамента на византийските и поствизантийски изследвания в Гърция.
Роден е през 1842 г. в Атина в семейство с произход от Галаксиди. През 1860 г. завършва гимназия в Ламия. Записва да учи медицина в Атинския унивреситет, обаче, увлечен в исторически занимания, се натъква през 1864 г. в тайник сред руините на манастира „Христос Спасител“ (в близост до Лидорики) на хроника на Галаксиди. С помощта и значителна поддръжка от Павлос Ламброс (баща на Спиридон Ламброс) хрониката на Галаксиди е издадена през 1865 г. в сублимен момент от новата модерна история на Гърция. Откритието му не остава незабелязано и неоценено и историческите му изследвания са щедро финансирани. Изоставяйки медицината, благодарение на финансовото спомоществователство и на Константин Ломвердос и Георгиос Маврокордатос, започва изследователска обиколка из архивите на Константинопол, Венеция, Флоренция и други европейски градове.
До 1895 г. Сатас издава съчиненията си, след което престава изследователската му дейност, официално заради финансови проблеми. От 1900 г. се установява в Париж, където живее до края на живота си.
Историческите изследвания на Сатас влизат в колизия с официалната гръцка историография от XIX век, базирана на романтичен национализъм и произведенията на Константинос Папаригопулос. Освен това през 1860-те Гърция навлиза в нов етап от развитието си, след като Британската империя ѝ отстъпва Йонийските острови, а руското представителство в Константинопол е поверено на Николай Игнатиев. По този начин Гърция влиза в британската сфера на влияние по време на „голямата игра“, предопределяйки гръцката политика към Османската империя и в частност към Македония и славянофилството. Изследванията на Сатас не подкрепят гръцките претенции към византийското наследство, довели след себе си до борба за Македония и малоазийска катастрофа за Гърция.